# Jean-Baptiste Rames
Jean-Baptiste Étienne Rames (Orlhac, 1832-1894) va ser un geòleg i arqueòleg francès. Els seus estudis i publicacions es van centrar essencialment en el Massís Central. Va continuar els estudis iniciats per Jean-Étienne Guettard sobre l'origen dels Monts del Cantal; Rames va ser el primer en formular la hipòtesi que les muntanyes del massís del Cantal fossin les restes d'un sol i immens volcà primitiu, de 3000 metres d'altura, la xemeneia i el cràter del qual es trobaven a la cúpula fonòlica del Puei Griu.
També va estudiar i registrar tots els vestigis de poblament prehistòric al Cantal.

## Biografia
Va néixer a Orlhac, l'Alvèrnia, el 26 de desembre de 1832. Era fill d'un farmacèutic.
Apassionat per les ciències naturals, i seguidor del botanista Henri Lecoq, va decidir fer-se naturalista. Va seguir cursos de geologia, paleontologia i química a Tolosa, i va complementar els seus cursos estudiant les muntanyes de Cantal.
En 1858 va aprovar l'examen d'assistent naturalista, però el naixement del seu fill va trencar les seves ambicions laborals i va haver de tornar a Orlhac. En aquest període va comprar el Castell de Vals, situat a Sant Antin de Chantal, després que hagués estat transformat en una granja i el va restaurar. El 1868 es va fer càrrec de la farmàcia del seu pare.
Les seves aficions el van salvar de la monotonia del dia a dia. Lliure-pensador, francmaçó i republicà, va escriure La Création, un assaig publicat amb l'auspici de Goethe i Darwin. Durant anys va mantenir correspondència amb Gaston de Saporta, un dels pares de la paleobotànica, i ajudarà sobre el terreny al gran petrògraf parisenc Ferdinand Fouqué, quan s'estava encarregant dels mapes geològics a 1/80000 del Cantal.
Com a arqueòleg i prehistoriador cal destacar la seva participació en el descobriment a la cova de Lombirves (Arieja) de dos cranis humans intactes, així com una gran varietat d'ossos humans, animals i ceràmica conjuntament amb Félix Garrigou i Henri Filhol. Els resultats d'aquests descobriments es van fer públics oficialment el 1862.
El seu bagatge el va convertir en un personatge notable a nivell local i nacional. Va rebre les distincions de Cavaller de la Legió d'Honor el 1886, Oficial de l'Educació Pública, va ser membre de la Societat Geològica de França i regidor de la vila d'Orlhac.
Després de la seva mort, ocorreguda el 22 d'agost de 1894, l'Ajuntament d'Orlhac va acordar la compra de la col·lecció científica de Rames i donar el seu nom a un carrer de la ciutat. Aquesta col·lecció va ser la base per a la creació el 1902 del Museu de Ciències Jean-Baptiste Rames, les col·leccions del qual van ser transferides el 1991 al castell Sant Estève d'Orlhac per convertir-se en un museu de volcans.

## Obra
- Géogénie du Cantal avec une étude historique et critique sur les progrès de la géologie dans ce département, Orlhac, Bouygues-frères, 1873. En línia Arxivat 2019-03-02 a Wayback Machine. Arxivat 2019-03-02 a Wayback Machine. Arxivat 2019-03-02 a Wayback Machine. Arxivat 2019-03-02 a Wayback Machine. Arxivat 2019-03-02 a Wayback Machine. Arxivat 2019-03-02 a Wayback Machine. Arxivat 2019-03-02 a Wayback Machine. Arxivat 2019-03-02 a Wayback Machine. Arxivat 2019-03-02 a Wayback Machine. Arxivat 2019-03-02 a Wayback Machine. Arxivat 2019-03-02 a Wayback Machine..
- Topographie raisonnée du Cantal, 1846.
- L'homme fossile des cavernes de Lombrive et de Lherm (Ariège), Tolosa, 1862. En línia.